# Automotrice FS ALn 668
Le automotrici ALn 668 sono un gruppo di veicoli ferroviari leggeri a trazione termica costruiti tra il 1956 e il 1983 in 3 generazioni per le Ferrovie dello Stato e per diverse ferrovie in concessione italiane. Tipi derivati da esse sono stati costruiti per aziende ferroviarie di altre nazioni. Nonostante l'età, le ALn 668 prestano ancora servizio, visti i bassi costi di esercizio e l'alto livello di confort e affidabilità. Le poche ALn 668 ancora in servizio sono destinate inevitabilmente, in tempi molto ridotti, a essere ritirate e accantonate, per essere sostituite da treni più moderni e meno inquinanti come i "Minuetto" nella variante a motore diesel e dai "Blues", elettrotreni a multi-alimentazione.
Le automotrici ALn 668 furono prodotte direttamente dalla FIAT o costruite su disegni FIAT per conto della stessa, con l'unica eccezione delle quaranta unità della serie 2400, realizzate integralmente dalla Breda di Milano.
La ALn 668 è considerata l'automotrice standard a combustione interna delle FS. Del tutto analoga è la ALn 663 che, pur mantenendo la stessa meccanica, ha ricevuto una classificazione diversa esclusivamente per il nuovo arredamento interno che riduce da sessantotto a sessantatre il numero dei posti a sedere.

## Nascita del progetto
Per reintegrare il parco di automotrici termiche delle FS, uno dei più importanti d'Europa e in gran parte distrutto alla fine della seconda guerra mondiale, furono introdotte automotrici di vario tipo, tutte più aggiornate delle precedenti ormai tecnicamente superate.
La caratteristica essenziale dei nuovi rotabili era la disposizione del motore di trazione sotto il pavimento, in modo da lasciare il massimo spazio disponibile per viaggiatori e servizi, tecnica con cui l'ingegneria ferroviaria italiana fece scuola in tutto il mondo, tanto che all'inizio degli anni cinquanta l'impiego del motore a cilindri orizzontali veniva spesso presentato dalle più autorevoli riviste ferroviarie internazionali come «soluzione italiana».
Le innovazioni introdotte, frutto dell'attività di ricerca svolta nel lungo periodo in cui la produzione era ferma a causa della guerra, erano così importanti e così differenziate tra i vari costruttori da creare non poche difficoltà sia nella formazione del personale che nella manutenzione dei mezzi e soprattutto nel reperimento dei pezzi di ricambio.
Le automotrici RALn 60, costruite per la modernizzazione del servizio viaggiatori sulle linee siciliane a scartamento ridotto delle FS, fin dal gennaio del 1950 avevano rappresentato il banco di prova e le capostipiti della lunga serie di automotrici FIAT che sarebbero state costruite dal dopoguerra fino alla prima metà degli anni novanta, seguite già pochi anni dopo dalle ALn 64 che ne rappresentarono la naturale evoluzione rivelandosi di grande affidabilità.
Anche se il comportamento delle nuove automotrici era globalmente soddisfacente gli indici di disponibilità e di regolarità e i costi di manutenzione erano ancora molto lontani dagli obiettivi ritenuti raggiungibili dal Servizio Materiale e Trazione FS, che da lungo tempo aspirava alla realizzazione di un'automotrice standard italiana.
Facendo tesoro delle esperienze già acquisite, nel 1954 venne dunque avviato il progetto di una nuova automotrice standardizzata per la quale le FS stabilirono con chiarezza gli obiettivi fondamentali: elevata affidabilità, facilità di condotta e di apprendimento, manutenzione e riparazione ben programmabili, costi complessivi contenuti e definirono prestazioni relativamente modeste, visto il genere di servizi che le automotrici Diesel erano chiamate a svolgere in una rete dove era prevista l'elettrificazione di tutte le linee principali.
Le uniche condizioni vincolanti imposte ai costruttori erano che l'automotrice fosse bimotore, che la massa aderente non fosse inferiore al 50% di quella totale, che i motori fossero sistemati sotto il pavimento e che superassero la prova UIC delle 100 ore.
I costruttori di materiale ferroviario in grado di soddisfare la richiesta del Servizio Materiale e Trazione erano all'epoca Breda, OM e FIAT: la Breda, impegnata nella realizzazione delle automotrici TEE rispose soltanto nel 1959; l'OM, intenta alla riedizione delle ALn 772 e alla preparazione delle ALn 773 disertò l'offerta, ma venne successivamente coinvolta dalla FIAT nella costruzione dei rimorchi e delle versioni estere dell'ALn 668; la FIAT, sebbene presa da varie produzioni (tra cui le ALn 64 a cremagliera per la Paola-Cosenza) rispose prontamente all'appello FS, anche perché con il proprio potenziale industriale era l'unica azienda in grado di operare senza condizionamenti dovuti a licenze o consulenze estere. A questo vantaggio la FIAT aggiungeva la possibilità di utilizzare motori Diesel derivati dalla produzione in grandissima serie degli autocarri, scelta che si dimostrò determinante per il futuro successo delle ALn 668 dando luogo a una notevole economia nel costo iniziale, assicurando la massima affidabilità e un efficiente servizio assistenziale con elevata disponibilità di ricambi.

## Prototipi
A seguito delle richieste FS, nel corso del 1954 iniziò dunque il progetto del modello FIAT 094 che prevedeva la realizzazione delle tre unità prototipo che pochi anni dopo avrebbero assunto la classificazione ALn 668.1401-1403, adottando una filosofia rivelatasi vincente fin dalle prime corse di prova.
Dalla progettazione di questi primi mezzi si sarebbe poi sviluppata una famiglia di automotrici standard che, già nelle intenzioni del committente avrebbe dovuto rappresentare un componente tipo del parco rotabile FS, destinato al compito poco appariscente ma fondamentale, di sostituire sulle relazioni locali non elettrificate la trazione a vapore e le automotrici più vecchie e provate dalla guerra.

### Automotrici prototipo
Le tre automotrici prototipo ALn 668.1401, 1402 e 1403 furono consegnate dalla FIAT Sezione Materiale Ferroviario rispettivamente nel dicembre 1956, nell'aprile 1957 e nel febbraio 1958.

#### Motore, trasmissione e carrelli
Dopo l'esperienza delle grosse automotrici a motore unico ALn 990 e ALn 880 la progettazione dei nuovi rotabili riprese l'impostazione bimotore dei vecchi tipi anteguerra come le ALn 56, ma con la nuova impostazione esplicitamente richiesta dalle FS con i motori e le parti meccaniche sistemate nel sottocassa invece che a bordo dei carrelli.
Agli aspetti positivi di tale impostazione – gruppi di trazione indipendenti con motori Diesel derivati dagli autocarri che permettevano di contenere il costo del corpo trainante, due sale motrici che davano maggiore aderenza, i ricambi che risultavano economici e di facile reperibilità – si contrappose subito il fatto che il motore FIAT 203 impiegato sugli autocarri pesanti non aveva una versione orizzontale adatta al montaggio sotto il pavimento, rendendo necessaria una sua derivazione speciale per l'impiego ferroviario. Tuttavia la maggior parte dei suoi componenti – in particolare quelli soggetti a usura e a sostituzioni periodiche – rimanevano comuni alla grande serie mantenendo sostanzialmente inalterati i vantaggi economici e funzionali per il motore e per i ricambi.
Una seconda questione riguardava la potenza, in quanto a quel tempo si riteneva, erroneamente, che il servizio stradale fosse molto più leggero di quello ferroviario e che risultasse quindi opportuna una drastica riduzione della potenza di taratura passando dal primo al secondo tipo di impiego. Seguendo questa logica il motore 203 in versione ferroviaria venne dunque sovralimentato con una turbosoffiante VT 150 della Brown Boveri per mantenere il livello di potenza che sviluppava nella versione stradale.
Anche gli organi di trasmissione erano sovradimensionati, ma per tutt'altro motivo: si trovava infatti in produzione una trasmissione meccanica con cambio sincronizzato a cinque velocità e ponte posteriore con inversore di marcia che aveva già dato ottimi risultati con le automotrici RALn 60 e ALn 64 equipaggiate con il motore orizzontale tipo 700, ragione per cui si decise di adottarla, nonostante il dimensionamento fosse esuberante di almeno il 40% per la coppia sviluppata dal nuovo motore 203, per risparmiare le spese di un nuovo attrezzamento.
D'altra parte il criterio del dimensionamento ridondante era di uso corrente per tutti i componenti critici per la funzionalità delle automotrici, come radiatori, compressori e batterie, la cui sistemazione era particolarmente curata riguardo all'accessibilità e alla facilità di sostituzione.
Un'altra caratteristica non marginale per il successo delle ALn 668 fu l'eliminazione delle carenature del sottocassa, introdotta per la prima volta su queste automotrici per facilitare le ispezioni e migliorare allo stesso tempo la ventilazione dei diversi organi durante la marcia.
I carrelli, di tipo assolutamente convenzionale con sospensione primaria a molle elicoidali e guidaboccole prismatici e sospensione secondaria con molle a balestra bipartite, rappresentavano per quell'epoca una soluzione assolutamente normale.
Come si può osservare anche nella scelta dei carrelli, strettamente imparentati con quelli dell'ALn 64, la filosofia fondamentale del progetto ALn 668 prevedeva l'adozione dei migliori componenti già disponibili e collaudati, scelta che mantenendosi inalterata nel corso degli anni fu la maggior ragione del successo di questo veicolo ferroviario..
In sostanza per l'ALn 668 nel 1954 si sono scelti e adattati i migliori componenti meccanici presenti sul mercato, in particolare il motore più diffuso e affidabile, il cambio di velocità più collaudato e, anche se di tipo convenzionale, il carrello più moderno a disposizione.

#### Cassa e arredamento interno
Per restare nei limiti di prezzo convenuti con le FS, molto bassi anche per un veicolo economico (39 milioni di lire per la motrice e 19 milioni per la rimorchiata), fu necessario recuperare la generosità di dimensionamento della parte meccanica con sostanziali economie di carrozzeria che, pur soddisfacendo di strettissima misura le richieste del capitolato, costrinsero a scendere a un livello di eleganza e comodità appena accettabile, sotto alcuni aspetti al limite della povertà.
Ne risultò un veicolo che fu giudicato in modo piuttosto severo dagli stessi tecnici della casa costruttrice:
(Prof. Ing. Franco Di Majo, Dott. Ing. Carlo Racca (Fiat Ferroviaria Savigliano), ALn 668 – Un successo della ingegneria ferroviaria italiana, p. 107)
La cassa era suddivisa nei seguenti ambienti: cabina di guida anteriore, bagagliaio con posto per il capotreno, scompartimento di prima classe a otto posti, scompartimento di seconda classe a venti posti, vestibolo con porte d'accesso e ritirata, scompartimento di seconda classe a quaranta posti, cabina di guida posteriore.
L'arredamento interno era caratterizzato da un modulo di 1.600 mm tra gli schienali dei sedili, molto spartani e sprovvisti di poggiatesta; il riscaldamento era assicurato da tubi alettati posti lungo le pareti e percorsi dall'acqua di raffreddamento dei motori; l'illuminazione era realizzata con lampadine a incandescenza.

#### Combinatore di manovra
Le passate esperienze sulle automotrici anteguerra avevano evidenziato l'estrema delicatezza del sistema di comando e la necessità di concepirlo con la massima sicurezza di funzionamento, possibilmente a prova di errore di manovra.
Sia sulle prime littorine che sulle automotrici dell'immediato dopoguerra il macchinista disponeva di comandi concettualmente equivalenti a quelli dei veicoli stradali, composti da tre leve o pedali che azionavano il cambio, la frizione e l'acceleratore.
Se per il cambio e la frizione si faceva già uso dell'azionamento elettropneumatico, attuato mediante elettrovalvole comandate dal combinatore del banco di manovra, l'acceleratore delle automotrici concepite nel primo dopoguerra rimaneva a comando esclusivamente pneumatico, attuato con una valvola azionata da una leva o da un pedale; questo sistema, oltre a richiedere una condotta pneumatica aggiuntiva tra due automotrici in comando multiplo, non era però in grado di garantire la contemporaneità e l'uguaglianza dei comandi ricevuti dai regolatori dei motori Diesel.
Il problema, già noto in ambito FIAT dal tempo delle prime littorine, era stato fatto oggetto di studi e brevetti che, per difficoltà e complicazioni realizzative, rimasero sulla carta finché non venne affrontato di petto stabilendo stringenti requisiti realizzativi basati su: (1) robustezza ferroviaria, (2) contemporaneità dei comandi su un qualunque numero di motori, (3) regolabilità motore per motore e (4) uso di soli collegamenti elettrici tra i veicoli accoppiati.
Nacque così in casa FIAT il cosiddetto "comando posizionale", basato su un sistema di tre cilindretti pneumatici azionati da tre elettrovalvole che, collegati opportunamente fra loro da leve, facevano ruotare un settore su sei posizioni regolabili separatamente, rendendo così possibile il comando contemporaneo di un qualsiasi numero di motori endotermici, ovunque disposti, per mezzo di una linea treno composta da soli tre circuiti elettrici.

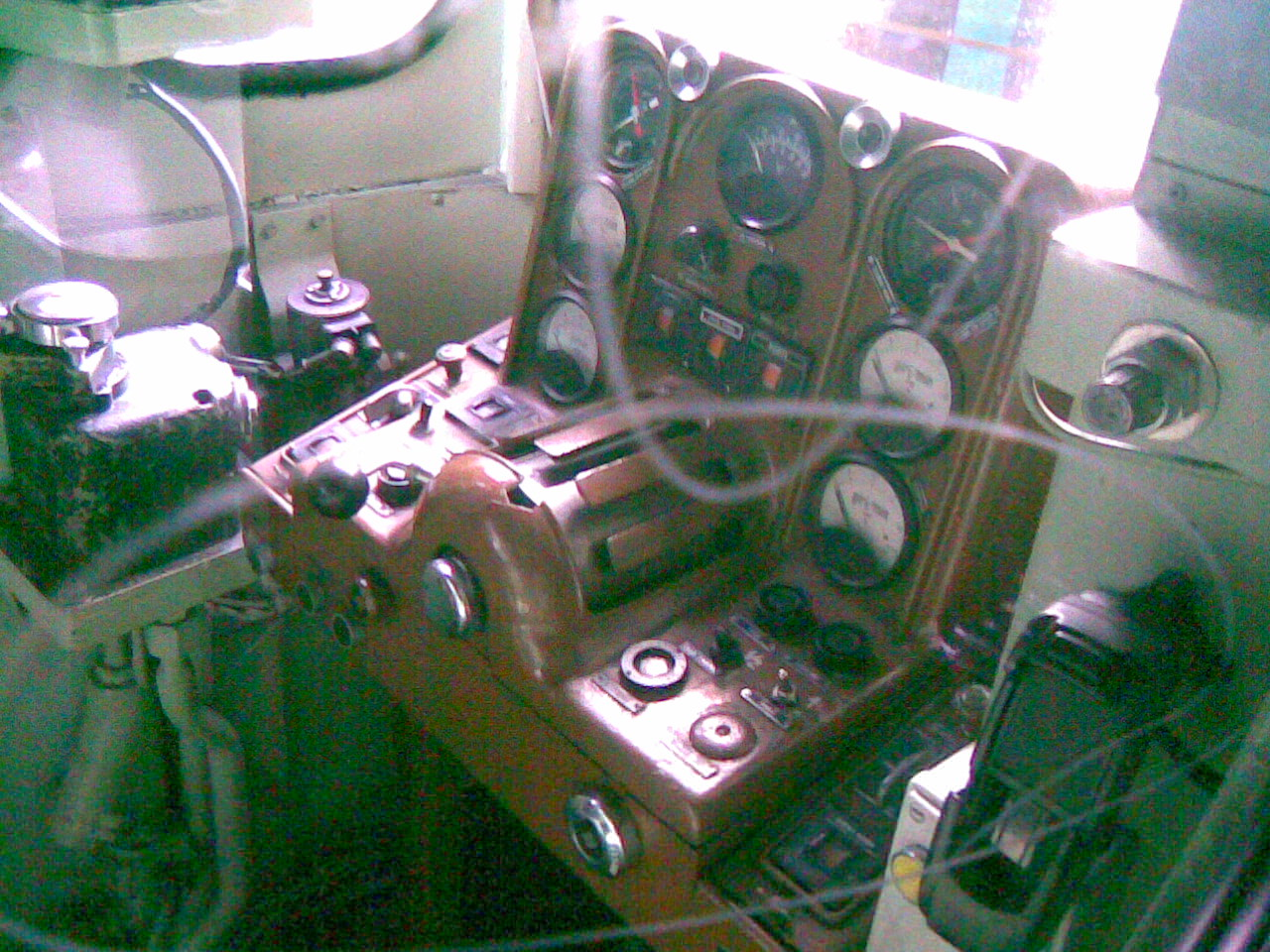
Il banco di manovra delle ALn 668

Il "comando posizionale" fu applicato per la prima volta sulle automotrici ALn 64, entrate in servizio nel 1955 sulla Paola-Cosenza, mantenendo l'azionamento a pedale dell'acceleratore, che in questo caso agiva su un combinatore elettrico invece che su una valvola pneumatica come sulle automotrici precedenti.
L'esito positivo della sperimentazione sulle ALn 64 permise di abbandonare definitivamente gli azionamenti a pedale e di integrare i comandi di cambio, frizione e acceleratore, divenuti tutti di tipo elettrico, in un unico combinatore manuale a due movimenti: trasversale per la selezione delle marce e longitudinale per frizione e acceleratore.
Questo combinatore di manovra caratterizzò a partire dai prototipi delle ALn 668 tutte le cabine di guida delle automotrici FIAT, risolvendo radicalmente il problema della facilità di condotta e superando la vecchia pericolosa situazione che richiedeva al macchinista il preciso coordinamento di mani e piedi durante il cambio delle marce.
Fu così realizzato un banco di manovra estremamente compatto tale da consentire di condurre con la massima facilità una coppia di automotrici da un'unica postazione, riunendo su di sé tutti i comandi e le segnalazioni relative ai motori delle due unità accoppiate in comando multiplo.

### Rimorchiate prototipo
Nel 1957 furono consegnate dalla FIAT Sezione Materiale Ferroviario quattro rimorchiate prototipo classificate Ln 68.1401-1404, dotate di sessantotto posti a sedere di sola seconda classe, prive di cabina di guida e bagagliaio, con conseguente lunghezza ridotta a 17.700 mm e massa a vuoto di sole 20 tonnellate. Come per le automotrici prototipo, la cassa era più bassa di 60 mm rispetto a quella dei successivi veicoli della serie 1400.
In sede di progettazione i tecnici scelsero un veicolo leggero con la stessa struttura della cassa, gli stessi arredamenti e gli stessi carrelli delle corrispondenti automotrici prototipo ALn 668.1401-1403, con l'unica differenza del dimensionamento delle molle dei carrelli per una massa inferiore.
Il contenimento della massa, deciso per non gravare la motrice con un carico eccessivo e considerando più che sufficienti sessantotto posti a sedere, fu ottenuto riducendo la lunghezza della cassa di quasi cinque metri rispetto all'automotrice, generando con questa scelta una sproporzione che a detta degli stessi progettisti peggiorava ulteriormente l'aspetto già piuttosto dimesso del complesso motrice e rimorchiata.
La cassa era suddivisa in modo asimmetrico nei seguenti ambienti: scompartimento di seconda classe a ventiquattro posti inquadrante lo spazio per la ritirata; vestibolo con porte esterne e porta di accesso alla ritirata; scompartimento di seconda classe a quaranta posti.
Le rimorchiate Ln 68 nacquero dunque per un ruolo di rinforzo delle composizioni poco più che occasionale, che le costringeva a restare in coda ai convogli o intercalate tra due motrici, cosa per cui ricevettero le condutture elettriche e pneumatiche necessarie per assicurare la continuità dei circuiti di comando a distanza delle automotrici di testa e di coda.
Tuttavia questa limitazione apparve subito troppo vincolante e le successive rimorchiate di serie uscirono di fabbrica in versione semi-pilota perdendo quattro posti per far spazio alla cabina di guida, assumendo così la classificazione Ln 664.1405-1422.

### Debutto e accoglienza
La validità del prodotto risultò evidente già dalle prime corse di prova: la semplicità di condotta, la facilità di ispezione, l'impossibilità di false manovre e l'assenza di guasti determinarono un consenso immediato e unanime, testimoniato dalle espressioni di apprezzamento che il Direttore Generale delle FS, ingegner Severo Rissone, volle indirizzare con procedura del tutto inconsueta al vertice dell'azienda costruttrice.
La vera conferma del successo si ebbe dopo qualche mese di esercizio assolutamente regolare, quando si dovette riconoscere che queste automotrici, a differenza dei gruppi che le avevano precedute, erano immuni da quelle difficoltà che caratterizzano il primo periodo di servizio e di fronte alle ottime qualità funzionali dimostrate sul campo passavano quasi inosservate le insoddisfacenti soluzioni di arredamento e carrozzeria, alle quali era d'altronde facile porre rimedio visto che il sovradimensionamento della motorizzazione lasciava ampi margini per un discreto aumento della massa complessiva.

## Sviluppo ed evoluzione del progetto
Secondo le intese con le FS lo sviluppo dei prototipi fu il preludio di una commessa assai più importante ed entro breve tempo dalla conclusione del periodo di prova furono ordinate alla FIAT Sezione Materiale Ferroviario sessantasette automotrici e diciotto rimorchiate, che unitamente alle tre motrici e alle quattro rimorchiate sperimentali diedero origine alla serie primogenita ALn 668.1400 e Ln 664.1400.
La Breda rispose all'appello delle FS costruendo il proprio prototipo ALn 668.2401 alla fine del 1959, che fu seguito da trentanove unità di serie nell'arco di cinque anni dando origine alla serie ALn 668.2400.
La produzione delle ALn 668 andò avanti con dodici serie successive per quasi trent'anni – dalla serie 1400 del 1956 alla serie 3300 del 1983 – durante i quali le linee di produzione non si fermarono mai, perché nei periodi in cui non si lavorava per le FS si costruiva comunque per le ferrovie in concessione o per l'estero: nacquero così, praticamente una ogni dieci anni, tre generazioni di ALn 668 a cui se ne aggiunse una quarta che, pur non discostandosi dalle caratteristiche tipiche delle precedenti, uscì con la sigla ALn 663 unicamente per la variazione del numero di posti a sedere da sessantotto a sessantatre.

### Prima generazione
La prima generazione della famiglia ALn 668 comprende:
- le automotrici ALn 668.1401-1480 e le rimorchiate Ln 664.1401-1432[33] (serie 1400), costruite tra il 1956 e il 1963;
- le automotrici ALn 668.2401-2440 (serie 2400), costruite tra il 1959 e il 1964.

### Seconda generazione
La seconda generazione della famiglia ALn 668 comprende:
- le automotrici ALn 668.1501-1575 e le rimorchiate Ln 882.1501-1523 (serie 1500), costruite tra il 1965 e il 1967;
- le automotrici ALn 668.1601-1633 (serie 1600), costruite tra il 1970 e il 1971;
- le automotrici ALn 668.1701-1720 (serie 1700), costruite tra il 1971 e il 1972;
- le automotrici ALn 668.1801-1885 (serie 1800), costruite tra il 1971 e il 1973.

### Automotrice sperimentale ALn 668.1999
L'automotrice sperimentale ALn 668.1999 fu realizzata su iniziativa FIAT nel 1968 e non entrò a far parte del parco FS.
Essa costituì il banco di prova per importanti innovazioni tecnologiche introdotte gradualmente a partire dalle ALn 668.1700, la più importante delle quali fu l'adozione sulle ALn 668.1800 di un carrello di nuova generazione che dopo ulteriori perfezionamenti divenne il modello standard di tutti i rotabili successivi, dalle carrozze TEE agli ETR 500.

### Terza generazione
La terza generazione della famiglia ALn 668 comprende:
- le automotrici ALn 668.1901-1942 (serie 1900), costruite tra il 1975 e il 1976;
- le automotrici ALn 668.1001-1120 (serie 1000), costruite tra il 1976 e il 1979;
- le automotrici ALn 668.1201-1260 (serie 1200), costruite tra il 1979 e il 1980;
- le automotrici ALn 668.3001-3040 (serie 3000), costruite tra il 1980 e il 1981;
- le automotrici ALn 668.3101-3250 (serie 3100), costruite tra il 1980 e il 1983;
- le automotrici ALn 668.3301-3340 (serie 3300), costruite tra il 1982 e il 1983.

### Quarta generazione
La quarta generazione del progetto ALn 668 prevedeva in origine la realizzazione di ulteriori centoventi unità che entrarono però in servizio con la marcatura ALn 663 a motivo del nuovo arredamento interno che comportava la riduzione dei posti a sedere da sessantotto a sessantatre.
Questa nuova generazione avrebbe dovuto comprendere:
- le automotrici ALn 668.3401-3416 (serie 3400), entrate in servizio come ALn 663.1001-1016 (serie 1000);
- le automotrici ALn 668.3501-3604 (serie 3500), entrate in servizio come ALn 663.1101-1204 (serie 1100).

### Rimorchiate
Proseguendo secondo le consuetudini dei precedenti gruppi di automotrici vennero costruiti anche due tipi di rimorchiate denominate Ln 664 e Ln 882, appartenenti rispettivamente alle serie 1400 e 1500.
I risultati delle Ln 664 e Ln 882 non furono però entusiasmanti, causando in particolare limitazioni nei servizi caratterizzati da molte fermate (spunti più lenti e ripercussioni negative su motori e frizioni sottoposti a sforzi maggiori), che portarono le FS alla decisione di non costruire più rimorchiate per le serie successive e di limitare l'impiego di quelle esistenti sulle linee ad andamento pianeggiante o con poche livellette.

## Classificazione FS
La sigla ALn 668, in accordo con le regole di classificazione dei rotabili in uso presso le Ferrovie dello Stato, indica un'automotrice (A), leggera (L), a motore Diesel (n – che sta per nafta, com'era chiamato un tempo, erroneamente, il gasolio), con sessantotto posti a sedere e possibilità di comando multiplo (come indica la duplicazione della cifra delle decine).
Per le quattro cifre del numero di serie, di cui la prima indica di norma la casa costruttrice e le restanti il numero progressivo, furono necessari diversi adattamenti:
- alcune unità costruite dalla Breda di Milano (25 della serie 1500) e dalla Breda Pistoiesi (15 della serie 1600 e 20 della serie 1700) furono infatti comprese nella numerazione FIAT, caratterizzata dalla cifra iniziale 1, perché di questa casa erano i principali organi meccanici – eccetto il cambio delle 1500 – e soprattutto il motore che fu considerato parte predominante;
- dopo la serie 1900, per evitare di invadere la numerazione assegnata alla Breda caratterizzata dalla cifra iniziale 2, si decise di ripartire dalla serie 1000 che, essendo di 120 unità, fu seguita dalla serie 1200;
- non essendo possibile usare la serie 1300 perché con le 120 unità previste inizialmente avrebbe invaso la già esistente 1400, si passò direttamente alla 3000, la cui cifra iniziale 3 sarebbe stata di pertinenza della OM, senza però creare problemi perché questa casa costruttrice aveva già abbandonato la produzione ferroviaria;
- volendo poi differenziare le prime 40 unità della serie 3000 equipaggiate col comando in doppia trazione dalle successive 80 equipaggiate per la tripla trazione, fu creata per queste ultime la serie 3100, che crebbe successivamente fino a 150 unità divenendo la serie più numerosa del gruppo ALn 668.

## Schemi di coloritura

Gli schemi di coloritura delle ALn 668:
(1) schema «castano-Isabella»;
(2) schema «verde lichene-giallo coloniale»;
(3) schema «grigio azzurro-beige pergamena»;
(4) schema XMPR.

### Schema «castano-Isabella»
Al momento della consegna dei prototipi le automotrici ALn 668.1401-1402 e le rimorchiate Ln 68.1401-1404 seguivano lo schema normale delle automotrici termiche delle FS, che erano colorate con la fascia dei finestrini e le porte in castano; la metà inferiore della cassa in Isabella; una striscia longitudinale bianco latte sotto ai finestrini che creava un piccolo baffo sul frontale; la fascia di testata rosso segnali; il tetto argento.

### Schema dell'ALn 668.1403 e soprannome «micette»
La terza automotrice prototipo (ALn 668.1403), essendo destinata a una missione dimostrativa in Messico subito dopo le corse di prova, uscì di fabbrica con uno schema di coloritura più accattivante che prevedeva il bianco nella metà inferiore della cassa; il blu carta da zucchero all'altezza del telaio, sulle porte e nella fascia dei finestrini, quest'ultima contornata da due strisce rosse di cui quella inferiore dava luogo sul frontale a veri e propri baffi ornamentali.

Furono proprio i baffi della 1403 che resero note le ALn 668 col soprannome di «micette», appellativo che però cominciò a sentirsi sempre meno frequentemente già dall'inizio degli anni ottanta.

### Schema «verde lichene-giallo coloniale»
Per le prime automotrici di serie (sottoserie ALn 668.1403-1470 FIAT e ALn 668.2401-2430 Breda) fu studiata uno schema di coloritura con la metà inferiore della cassa e le porte in giallo coloniale; la fascia dei finestrini in verde lichene; una striscia mediana verde bottiglia che contornava anche i finestrini della cabina di guida; un baffo frontale rosso segnali; il tetto argento.
Con l'aggiunta dei mantici di intercomunicazione, inizialmente assenti in entrambe le sottoserie, il baffo rosso segnali assunse dimensioni più rilevanti per aumentarne la visibilità, ricevendo al suo interno i numeri di servizio in caratteri bianchi.
In occasione dell'applicazione dei mantici, operazione iniziata nei primi anni sessanta e proseguita fino al 1967, lo schema di coloritura verde lichene-giallo coloniale fu esteso anche alle automotrici e alle rimorchiate prototipo ALn 668.1401-1403 e Ln 664.1401-1404.

### Schema «grigio azzurro-beige pergamena»
A partire dalla sottoserie FIAT 1471-1480, costruita nel 1963, fu rielaborato lo schema del prototipo ALn 668.1403 adottando una coloritura con il telaio, la fascia dei finestrini, le porte viaggiatori e le saracinesche in grigio azzurro; la fascia inferiore in beige pergamena; una fascia longitudinale rosso segnali che separava i due colori principali e si allargava sul frontale; il tetto bianco.
Questo schema, detto coloritura unificata, fu adottato per tutte le serie successive, compresa la sottoserie Breda 2431-2440 costruita tra il 1963 e il 1964, e andò a sostituire lo schema «verde lichene-giallo coloniale» in occasione delle revisioni cicliche delle ALn 668 precedenti, che si protrassero fino ai primi anni settanta.

### Schema XMPR
L'applicazione dello schema di coloritura XMPR cominciò verso la fine degli anni novanta estendendosi progressivamente alle automotrici delle serie in servizio e a buona parte delle unità ancora attive delle serie ormai prossime alla radiazione, come le 1500.
Della serie ALn 668.1400 ricevettero lo schema XMPR soltanto le due unità 1462 e 1478, rimotorizzate sperimentalmente con i motori Deutz, e le cinque unità 1471, 1474, 1476, 1479, 1480, rinnovate e noleggiate a Sistemi Territoriali per espletare il servizio sulla Rovigo-Chioggia.
La coloritura di tali mezzi è tuttavia diversa dal comune schema XMPR: nella parte bassa della cassa è presente una fascia arancione, in luogo del blu comunemente in uso su questa livrea.

## Modelli derivati

### Derivate per le ferrovie in concessione
Alle ferrovie in concessione furono sempre fornite automotrici identiche a quelle che si trovavano di volta in volta in produzione per le FS, introducendo unicamente varianti riguardanti il numero e la distribuzione dei posti a sedere; per le ferrovie estere vennero invece utilizzati soltanto i motori e i carrelli dei veicoli in produzione nello stesso periodo, pur non essendo necessariamente identici e differendo spesso per la potenza di taratura dei motori e per il dimensionamento strutturale dei carrelli in funzione delle esigenze da soddisfare, quasi sempre superiori rispetto alla soluzione di base.

### Serie speciali per le ferrovie estere
Il progetto 668 ha dato luogo alla fornitura di automotrici o complessi binati per varie ferrovie estere per complessive 502 unità; tra esse 100 unità, classificate da Y1 1267 in poi, per le ferrovie statali della Svezia e complessi binati per le ferrovie turche.
In collaborazione con la fabbrica slovena TVT Boris Kidrič di Maribor sono state prodotte, per conto delle ferrovie jugoslave, le automotrici delle serie 813 (motrici) e 814 (rimorchiate), attualmente in servizio per le ferrovie slovene.

## Unità preservate o modificate ad uso storico
Due unità di automotrici della serie 3300 sono state restaurate e riconvertite con alimentazione a metano liquido (GNL) per conto di Fondazione FS Italiane e a cura di Hitachi Rail. Sono state assegnate al Deposito di Fabriano per l'effettuazione di servizi di Treni Turistici Italiani, sulle linee Sulmona-Carpinone e Fabriano-Pergola.

## Galleria d'immagini

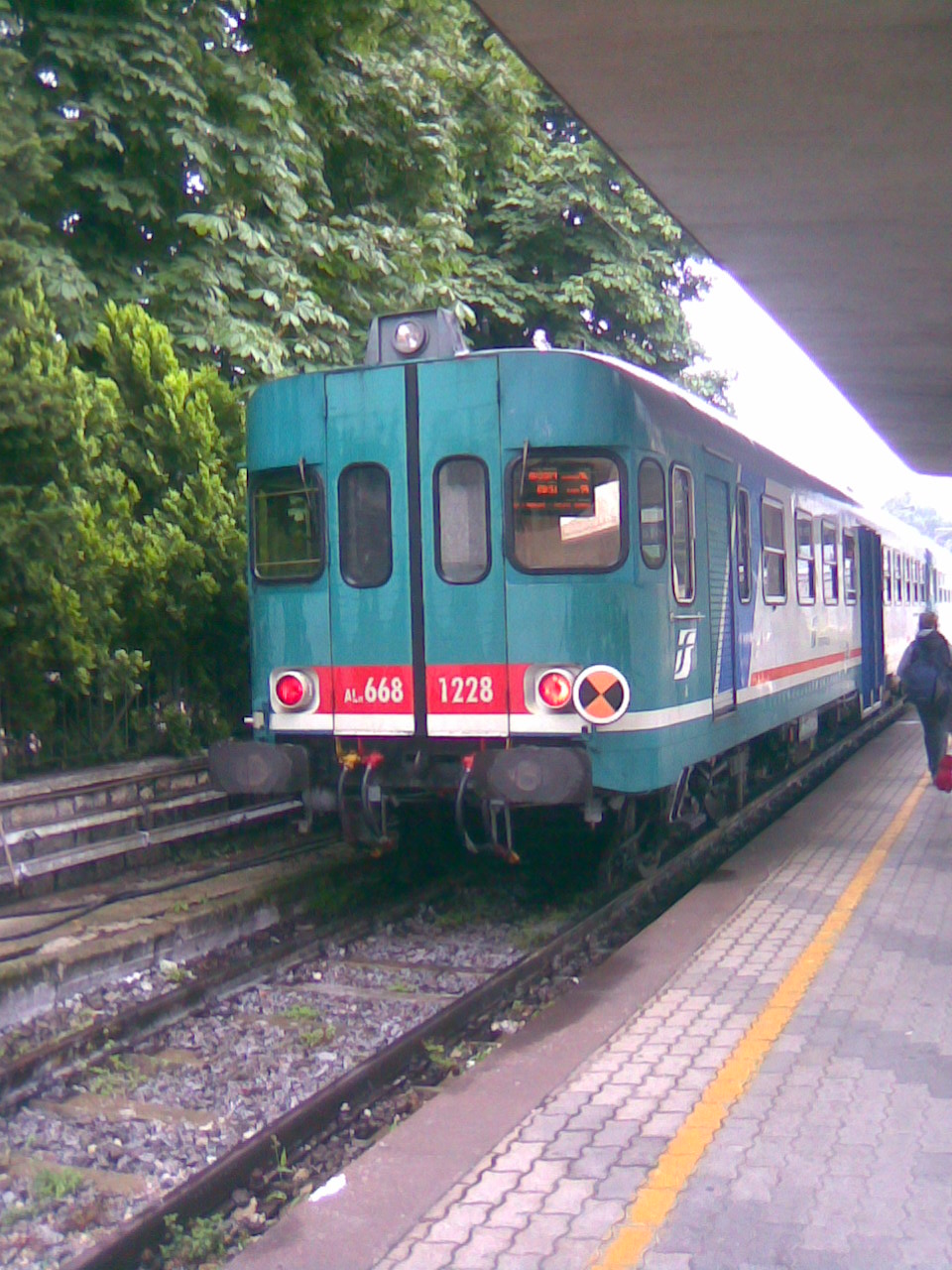
ALn 668 serie 1200 nella stazione di Trento
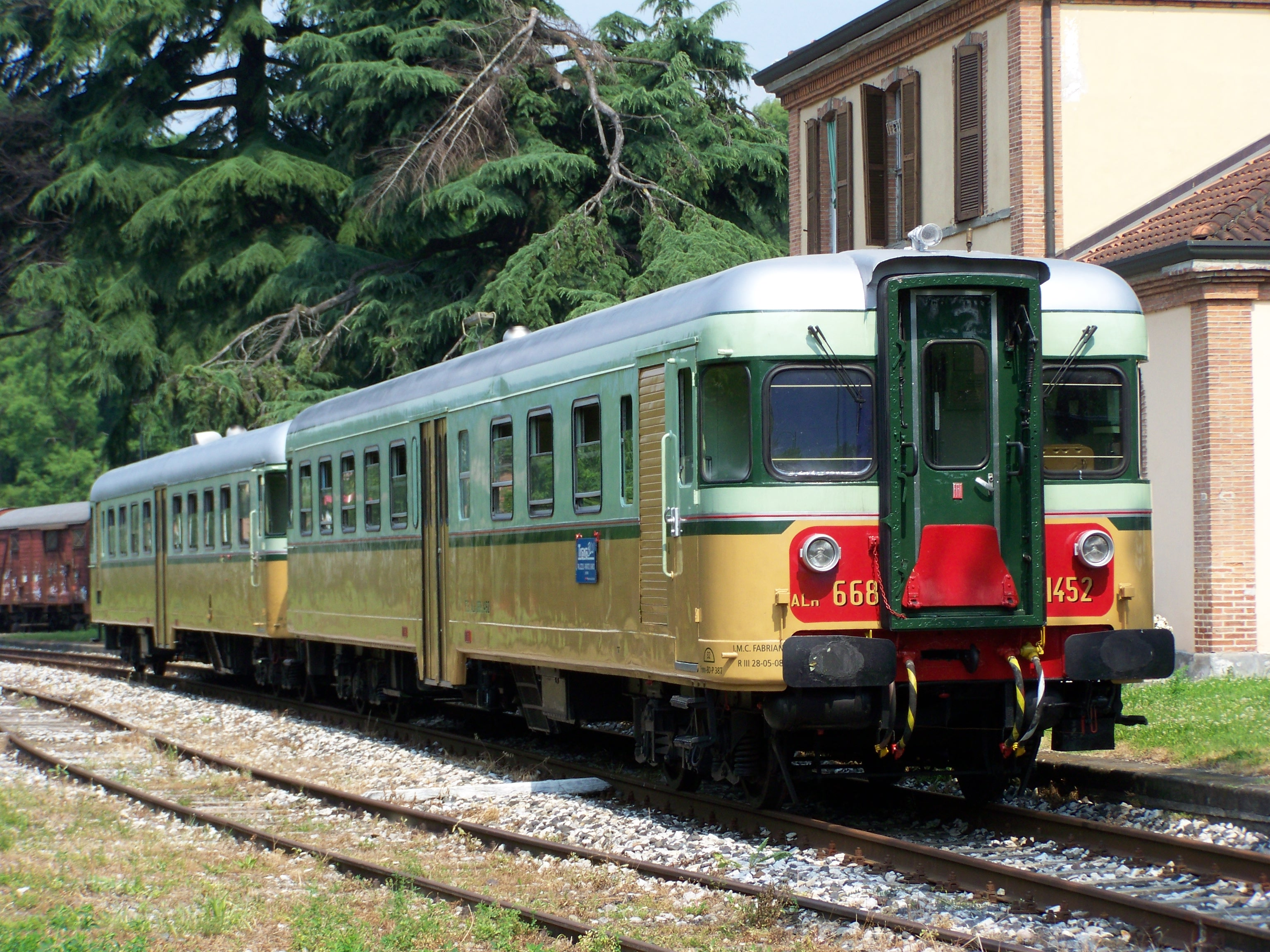
Doppia composizione in livrea verde lichene-giallo coloniale di ALn 668 serie 1400
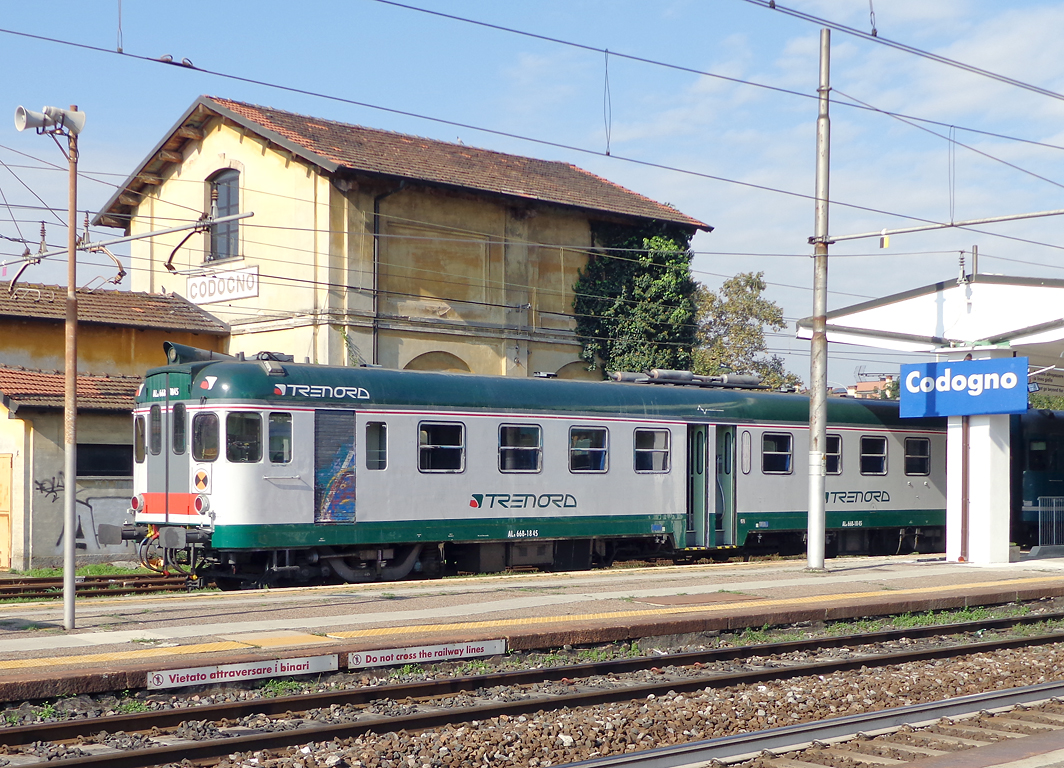
Aln 668 in livrea Trenord nella stazione di Codogno
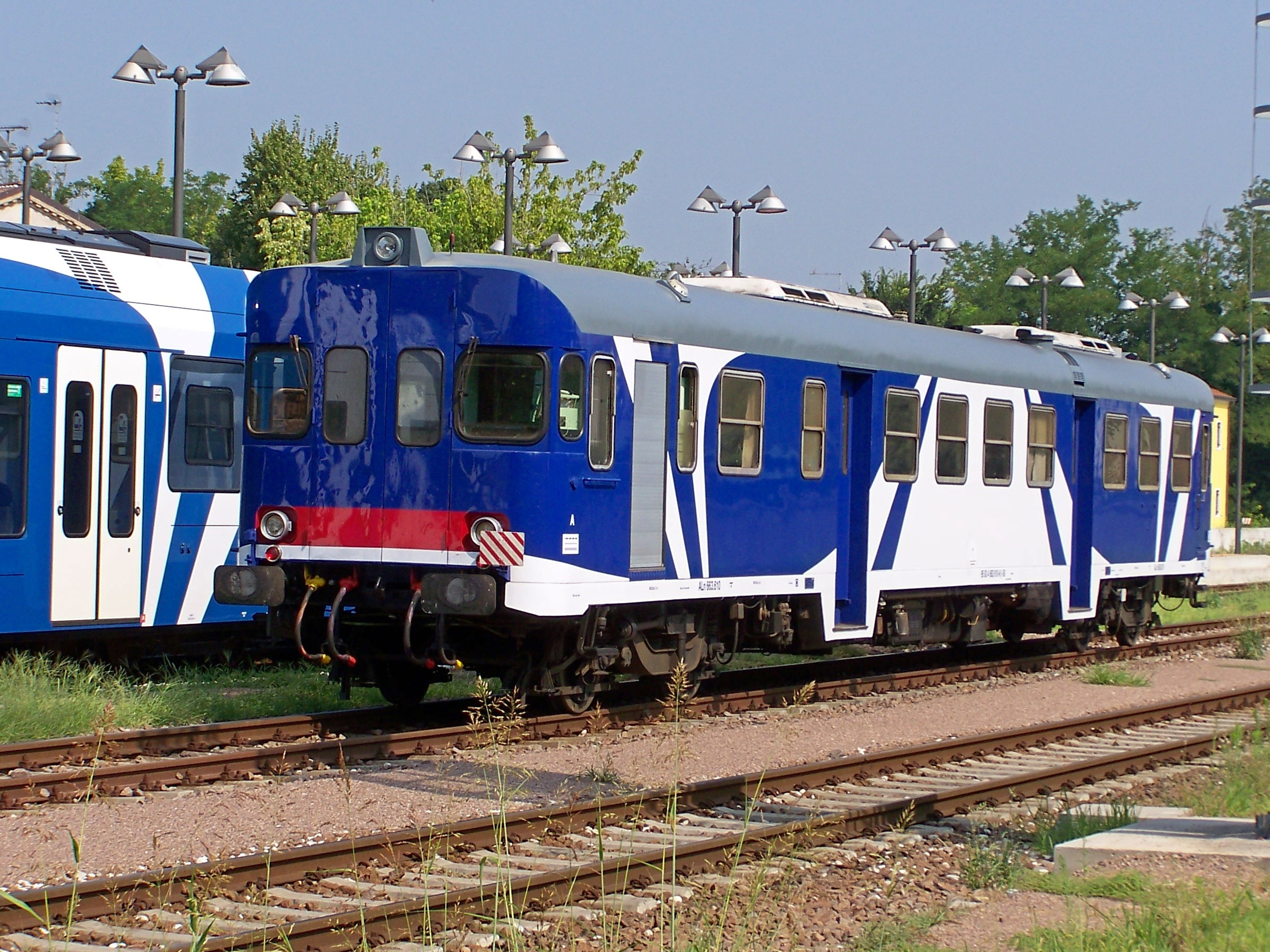
Aln 668 in livrea Sistemi Territoriali nella stazione di Piove di Sacco
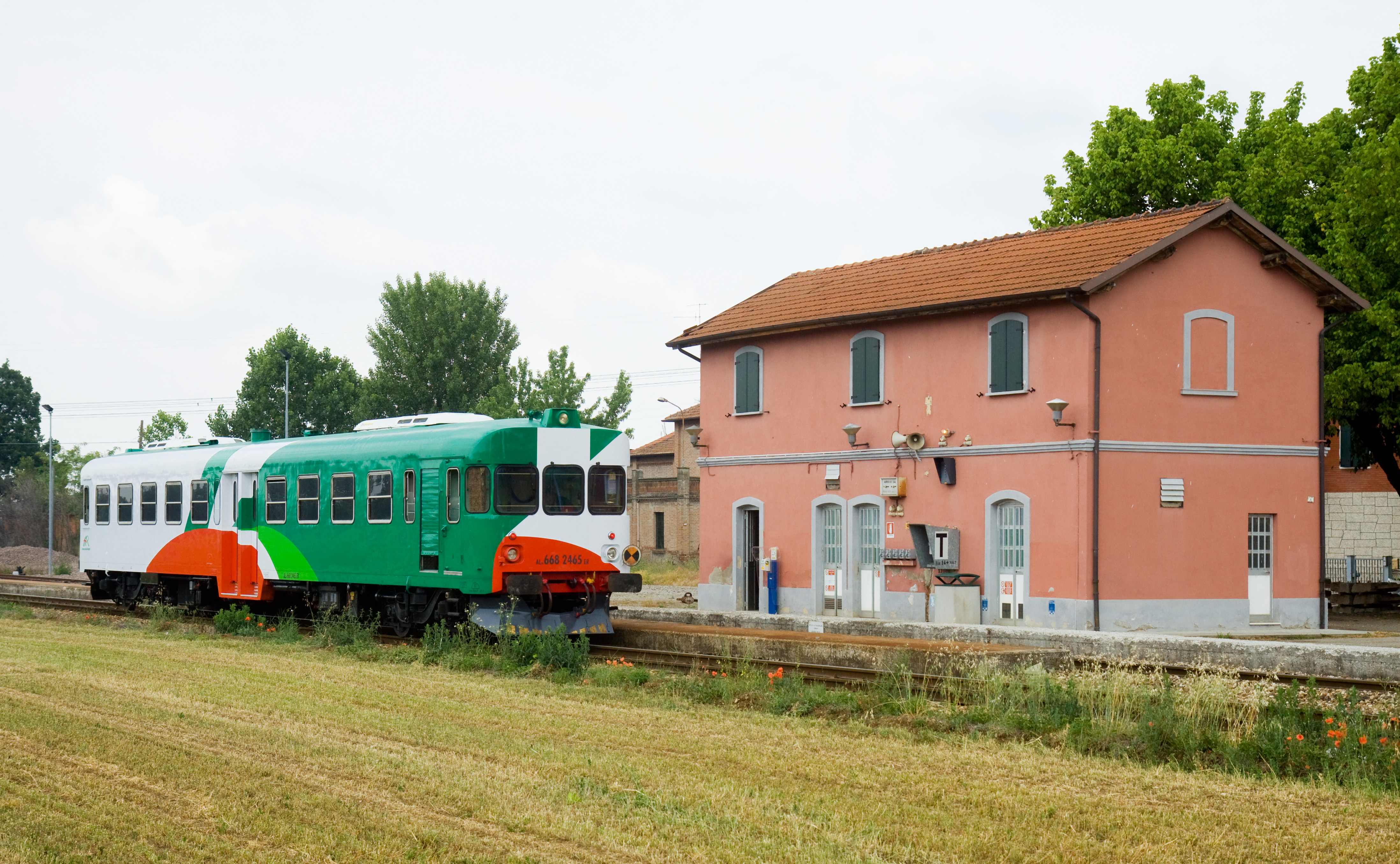
Aln 668 in livrea FER nella stazione di Bosco
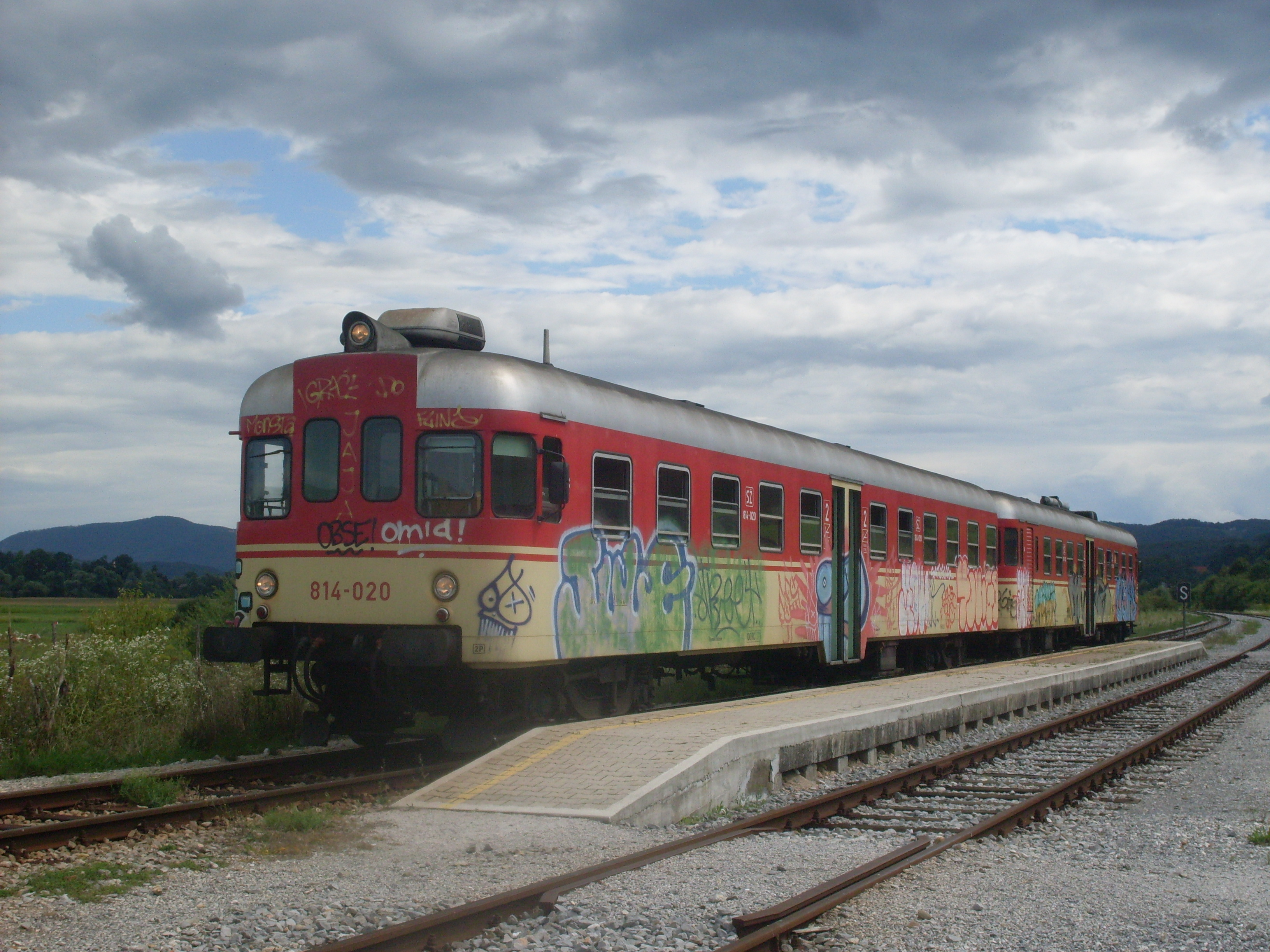
SŽ 813/814 nella stazione di Imeno (Slovenia)

### Fonti a stampa
- Antonio Costantini, Automotrici ferroviarie con motore a combustione interna, 2ª ed., Roma, Collegio Ingegneri Ferroviari Italiani, 1959,  pp.  22, 560-581, 945-952, ISBN non esistente.
- FIAT, Automotrici ferroviarie (stampato n. 1662), Torino, FIAT – Stampa e Propaganda, non datato (1960 circa).
- FIAT, Materiale ferrotranviario (stampato n. 2134), Torino, FIAT – Stampa e Propaganda, non datato (1968 circa).
- Manlio Diegoli, La trazione a combustione interna, in Ingegneria Ferroviaria, 16 (1961), n. 7-8, luglio-agosto 1961,  pp.  681-698.

### Storiografia e complementi
- Roberto Bauducco, Sergio Pautasso, Automotrici FIAT per la Svezia, in Italmodel Ferrovie, 29 (1979), n. 225, aprile 1979,  pp.  12-16.
- Roberto Bauducco, Due nuove serie di «668», in Italmodel Ferrovie, 29 (1979), n. 232, novembre 1979,  pp.  6-16.
- Franco Di Majo, Carlo Racca, ALn 668 - Un successo della ingegneria ferroviaria italiana, in Ingegneria Ferroviaria, vol. 35, n. 2 (1980), febbraio 1980,  pp.  103-117.
- Attilio Di Iorio, Vomeri per un'automotrice, in I Treni Oggi, 2 (1981), n. 15, dicembre 1981,  pp.  28-29, ISSN 0392-4602 (WC · ACNP).
- Angelo Nascimbene, Un volto nuovo per le ALn 668 (ma si chiameranno ancora così?), in I Treni Oggi, 3 (1982), n. 20, maggio-giugno 1982,  p.  8, ISSN 0392-4602 (WC · ACNP).
- Angelo Nascimbene, Si chiude l'era delle ALn 668 (ma la tradizione continua), in I Treni Oggi, 4 (1983), n. 31, luglio-agosto 1983,  pp.  24-29, ISSN 0392-4602 (WC · ACNP).
- Stefano Garzaro, Angelo Nascimbene, FS-Italia. Automotrici ALn 668 e rimorchi, collana Monografie ferroviarie n. 13, Torino, Edizioni Elledi, 1983, ISBN 88-7649-014-0.
- Michele Mingari, Originalità delle ALn 668.2400, in I Treni Oggi, 9 (1988), n. 84, luglio-agosto 1988,  pp.  19-22, ISSN 0392-4602 (WC · ACNP).
- Aldo Riccardi, ALn 668 2400: le ultime Breda, in Tutto treno, 5 (1992), n. 46, settembre 1992,  pp.  26-33, ISSN 1124-4232 (WC · ACNP).
- Vittorio Cervigni, Panoramica sulle ALn 668, in I Treni Oggi, 13 (1992), n. 129, settembre 1992,  pp.  20-28, ISSN 0392-4602 (WC · ACNP).
- Michele Mingari, Dalla littorina al pendolino - Un autobus su rotaia, Milano, Gribaudo, 1996.
- Attilio Di Iorio, Commiato dalle prime ALn 668, in I Treni, 15 (1994), n. 153, ottobre 1994,  pp.  14-16, ISSN 0392-4602 (WC · ACNP).
- Nico Molino, "Seiseiotto", in Mondo Ferroviario, 10 (1994), n. 92, febbraio 1994, ISSN 0394-8854 (WC · ACNP).
- Oreste Santanera, I Treni Fiat. Ottant'anni di contributo Fiat alla tecnica ferroviaria, Milano, Automobilia, 1997, ISBN 88-7960-045-1.
- Angelo Nascimbene, I prototipi ALn 668.1401-1403, in Tutto treno, 20 (2007), n. 208, maggio 2007,  pp.  25-32, ISSN 1124-4232 (WC · ACNP).
- Attilio Di Iorio, Le "quattordici", in I Treni, 29 (2008), n. 302, marzo 2008,  pp.  12-19, ISSN 0392-4602 (WC · ACNP).
- Angelo Nascimbene, La maturità delle ALn 668. Il restyling in ALn 663 (I), in Tutto treno, 23 (2010), n. 245, ottobre 2010,  pp.  29-36, ISSN 1124-4232 (WC · ACNP).
- Angelo Nascimbene, La maturità delle ALn 668. Il restyling in ALn 663 (II), in Tutto treno, 23 (2010), n. 246, novembre 2010,  pp.  31-34, 39-40, ISSN 1124-4232 (WC · ACNP).
- Angelo Nascimbene, La maturità delle ALn 668. Il restyling in ALn 663 (III), in Tutto treno, 23 (2010), n. 247, dicembre 2010,  pp.  29-34, 39-40, ISSN 1124-4232 (WC · ACNP).
- Angelo Nascimbene, Automotrici made in Italy, in Tutto treno, 24 (2011), n. 251, aprile 2011,  pp.  28-34, 39-40, ISSN 1124-4232 (WC · ACNP).
- Attilio Di Iorio, Le "quindici" (I), in I Treni, 33 (2012), n. 347, aprile 2012,  pp.  22-27, ISSN 0392-4602 (WC · ACNP).
- Attilio Di Iorio, Le "quindici" (II), in I Treni, 33 (2012), n. 348, maggio 2012,  pp.  20-25, ISSN 0392-4602 (WC · ACNP).
- Francesco Maria, Angelo Nascimbene, ALn 668 e 663 oggi, in Tutto treno, 25 (2013), n. 280, dicembre 2013,  pp.  24-31, ISSN 1124-4232 (WC · ACNP).